# كاتي خورادو
كاتي خورادو (بالإسبانية: Katy Jurado)‏ ممثلة مكسيكية (ولدت يوم 16 يناير من العام 1924 في غوادالاخارا ، المكسيك ) اسمها الحقيقي (ماريا كريستينا إستيلا مارسيلا خورادو غارسيا) برزت في مايسمى بالعصر الذهبي للسينما المكسيكية.

## روابط خارجية
- كاتي خورادو على موقع IMDb (الإنجليزية)
- كاتي خورادو على موقع الموسوعة البريطانية (الإنجليزية)
- كاتي خورادو على موقع ألو سيني (الفرنسية)
- كاتي خورادو على موقع تيرنر كلاسيك موفيز (الإنجليزية)
- كاتي خورادو على موقع أول موفي (الإنجليزية)
- كاتي خورادو على موقع قاعدة بيانات برودواي على الإنترنت (الإنجليزية)
- كاتي خورادو على موقع قاعدة بيانات الأفلام السويدية (السويدية)
- كاتي خورادو على موقع إن إن دي بي (الإنجليزية)
- كاتي خورادو على موقع قاعدة بيانات الفيلم (الإنجليزية)
- كاتي خورادو على موقع كينوبويسك (الروسية)